# Arx Fatalis
Arx Fatalis é um jogo eletrônico de RPG de ação desenvolvido pela Arkane Studios e publicado pela JoWooD Productions e DreamCatcher Interactive. Foi lançado para Microsoft Windows em 2002 e para Xbox no ano seguinte. A jogabilidade é apresentada em uma perspectiva de primeira pessoa, se passando em um mundo de fantasia em que o Sol desapareceu e as criaturas de superfície foram forçadas a viver em cavernas no subterrâneo junto com monstros e outras espécies.
O projeto de jogo de Arx Fatalis foi influenciado por jogos produzidos pela Looking Glass Studios, especialmente Ultima Underworld: The Stygian Abyss. A Arkane originalmente tinha a intenção que seu jogo fosse Ultima Underworld III, porém a publicadora Electronic Arts não estava interessada a menos que certas condições fossem cumpridas. O diretor Raphaël Colantonio recusou e assim decidiu desenvolver um sucessor espiritual. Encontrar uma publicadora foi uma tarefa difícil, com a primeira com quem a Arkane assinou um contrato falindo um mês depois. Eles finalmente conseguiram um acordo com a JoWood.
Arx Fatalis foi considerado um fracasso comercial, porém foi bem recebido pela crítica especializada. Os baixos números de vendas impossibilitaram a criação de uma sequência. Entretanto, a Arkane foi abordada pela Ubisoft sobre o desenvolvimento de um título para a série Might and Magic, levando à produção de Dark Messiah of Might and Magic, lançado em 2006.